# Aartsbisdom Barcelona
Het aartsbisdom Barcelona (Latijn: Archidioecesis Barcinonensis; Catalaans: Arquebisbat de Barcelona; Spaans: Archidiócesis de Barcelona) is een in Spanje gelegen rooms-katholiek aartsbisdom met zetel in de stad Barcelona. De aartsbisschop van Barcelona is metropoliet van de kerkprovincie Barcelona waartoe ook de volgende suffragane bisdommen behoren:
- Bisdom Sant Feliu de Llobregat
- Bisdom Terrassa

## Geschiedenis
Het bisdom Barcelona werd reeds in de 4e eeuw genoemd als suffragaanbisdom van het aartsbisdom Tarragona. Paus Paulus VI verhief het bisdom in 1964 met de apostolische constitutie Laeto animo tot aartsbisdom. Het werd als immediatum onder direct gezag van de Heilige Stoel gebracht. Bovendien kreeg de aartsbisschop van Barcelona, hoewel hij geen metropoliet was, het privilege om het pallium te dragen. Op 15 juni 2004 verordonneerde paus Johannes Paulus II de oprichting van de bisdommen Sant Feliu de Llobregat en Terrassa uit gebiedsdelen van het aartsbisdom Barcelona. Deze bisdommen werden suffragaan aan Barcelona.

## Lijst van aartsbisschoppen van Barcelona
- 1942–1967: Gregorio Modrego y Casaus
- 1967–1971: Marcelo González Martín, daarna aartsbisschop van Toledo en kardinaal
- 1971–1990: Kardinaal Narciso Jubany Arnau
- 1990–2004: Kardinaal Ricardo María Carles Gordó
- 2004–2015: Kardinaal Lluís Martínez Sistach
- sinds 2015: Kardinaal Juan José Omella Omella

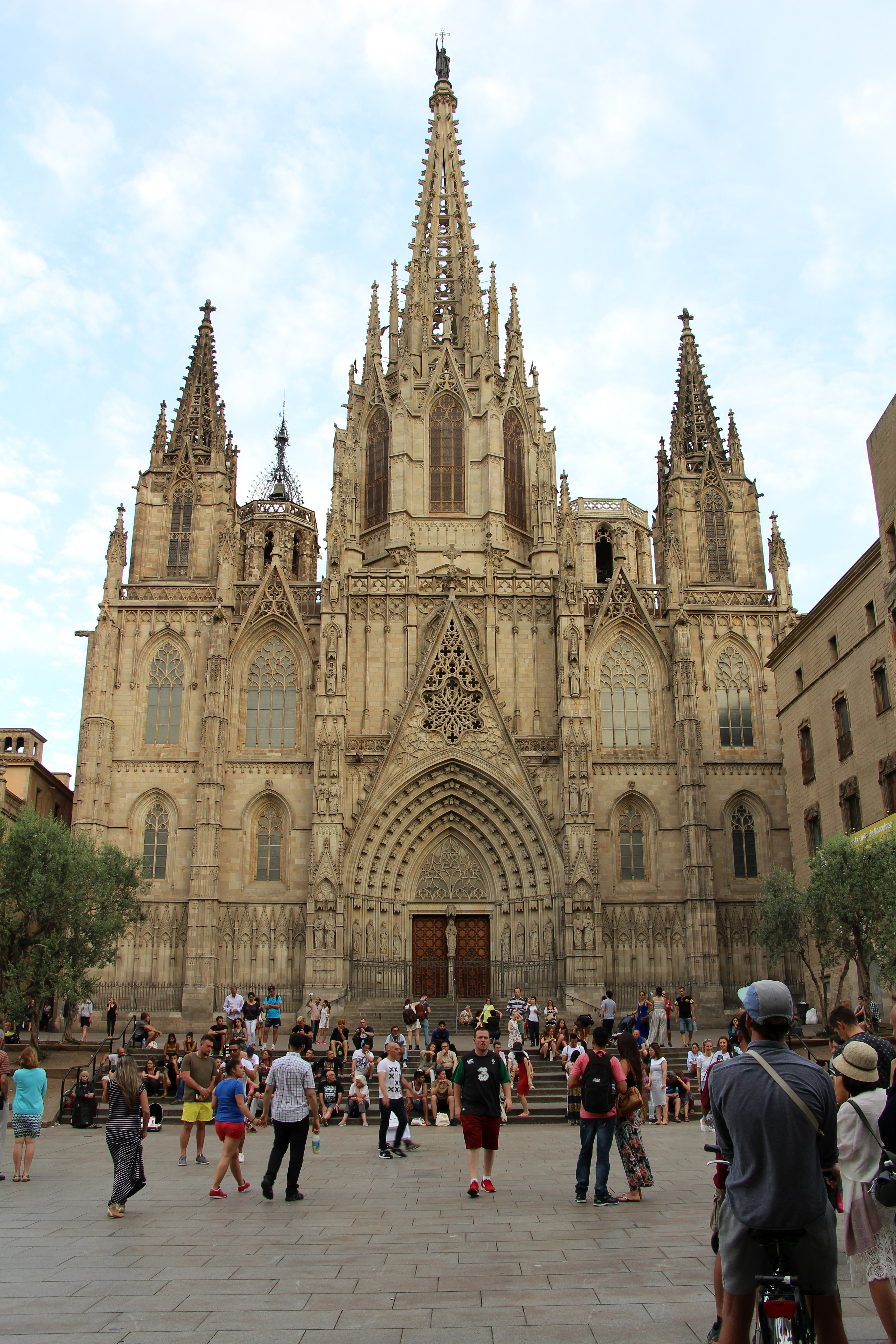
Kathedraal van Barcelona
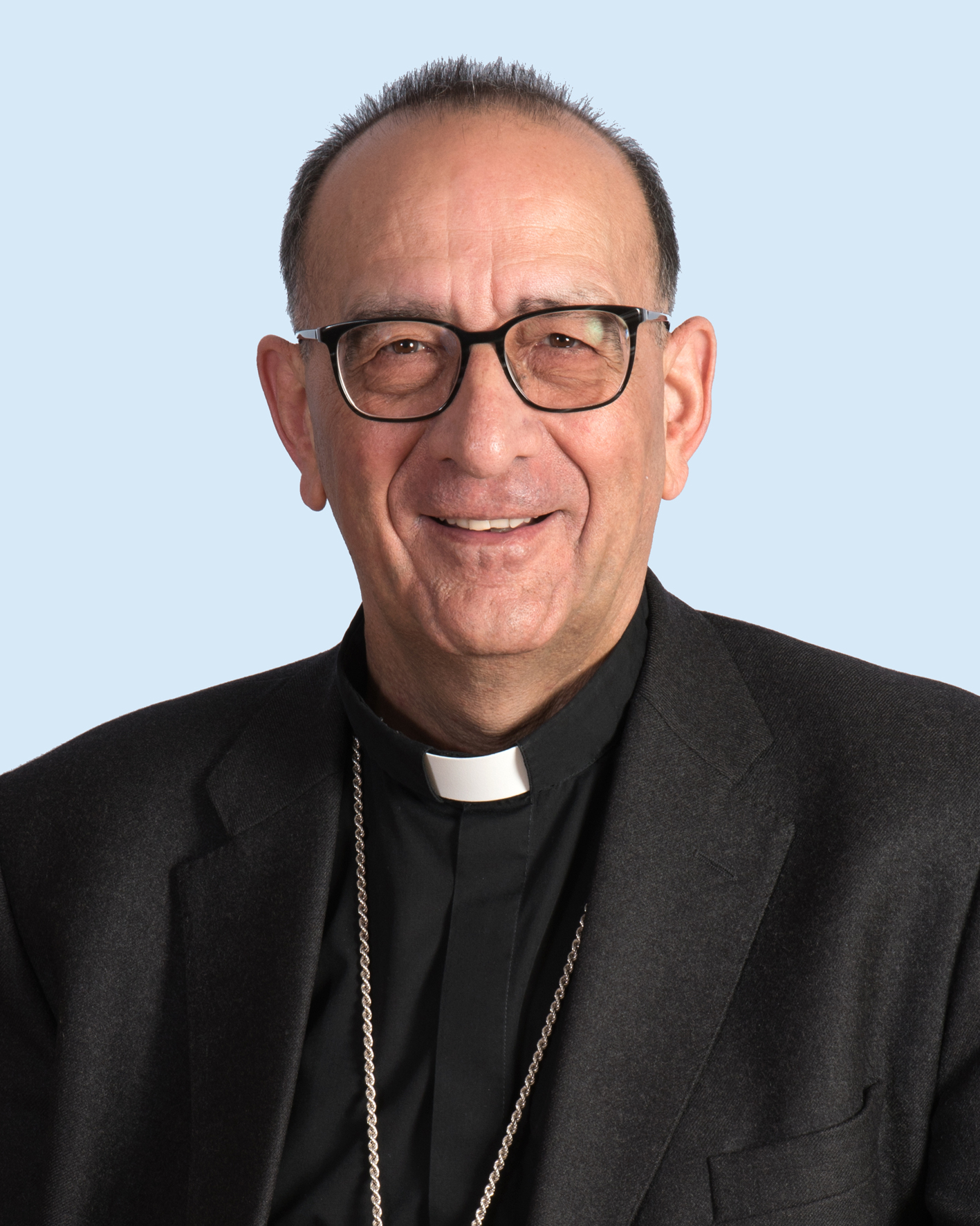
aartsbisschop Juan José Omella Omella